# Puntius anchisporus
Puntius anchisporus és una espècie de peix cipriniforme de la família dels ciprínids que es troba a Borneo. Els mascles poden assolir els 6,6 cm de longitud total.